# 金田平一郎
金田 平一郎（かねだ へいいちろう、1900年（明治33年）7月10日 - 1949年（昭和24年）10月7日）は、日本の法学者。日本法制史。近代債権法。商法。九州帝国大学教授。法学博士（学位論文「近世民事責任法の研究」）。茨城県出身。

## 経歴
茨城県行方郡玉造町出生。第二高等学校を経て、1924年（大正13年）東京帝国大学法学部法律学科（独逸法）卒業。同大学院を経て1929年（昭和4年）九州帝国大学法文学部講師に就任。1940年（昭和15年）法学部教授。1949年（昭和24年）同第13代図書館長に就任。多くの歴史資料文献を蒐集し大学の蔵書形成に貢献した。同年急逝。
日本法制史研究の第一人者として知られる。他に九州法学校理事会学監を務め、商法総則の講義を受け持った（九州専門学校では法制史の講義）。墓所は多磨霊園。

## 論文
<金田平一郎